# Lac Tianchi (Tian Shan)
 (juin 2017).
Si vous disposez d'ouvrages ou d'articles de référence ou si vous connaissez des sites web de qualité traitant du thème abordé ici, merci de compléter l'article en donnant les références utiles à sa vérifiabilité et en les liant à la section « Notes et références ».
Pour les articles homonymes, voir Tianchi.
Tianchi (chinois simplifié : 天池 ; pinyin : Tiānchí) est un lac alpin situé dans le massif du Bogda Shan, à 20 km au nord-ouest du Pic Bogda, dans la région autonome du Xinjiang en république populaire de Chine.
C'est autour de ce lac que le criminel Bai Baoshan tua son complice Wu Ziming le 26 août 1997.